# 11788 Nauchnyj
11788 Nauchnyj è un asteroide della fascia principale. Scoperto nel 1977, presenta un'orbita caratterizzata da un semiasse maggiore pari a 2,3713924 UA e da un'eccentricità di 0,2534882, inclinata di 2,43290° rispetto all'eclittica.